# Kleinwalsertal
Kleinwalsertal è una valle austriaca facente parte dello stato del Vorarlberg.
Ha la singolarità di essere raggiungibile via terra solo dalla Germania.
Circondata dalle Alpi dell'Algovia, è attraversata dal Breitach, affluente dell'Iller.
Può quindi essere considerata una sorta di enclave.
Nella Kleinwalsertal si parla un dialetto walser, portato dall'omonimo popolo nel XIII secolo.

## Geografia
La Kleinwalsertal è una valle fluviale con una forma a V. Il fiume Breitach scorre attraverso tutta la valle e accoglie piccoli affluenti dalle diverse valli laterali.
La Kleinwalsertal è quasi completamente circondata da alte montagne. Queste appartengono alle Alpi dell'Algovia. Il punto più alto della valle è il Großer Widderstein (2533 m). La Kleinwalsertal è separata dal resto dell'Austria da questa montagna. Altre vette sono: 
- Hoher Ifen (2230 m)
- Kanzelwand (2058 m)
- Walmendingerhorn (1990 m)
- Fellhorn (2038 m)
- Widderstein (2536 m)

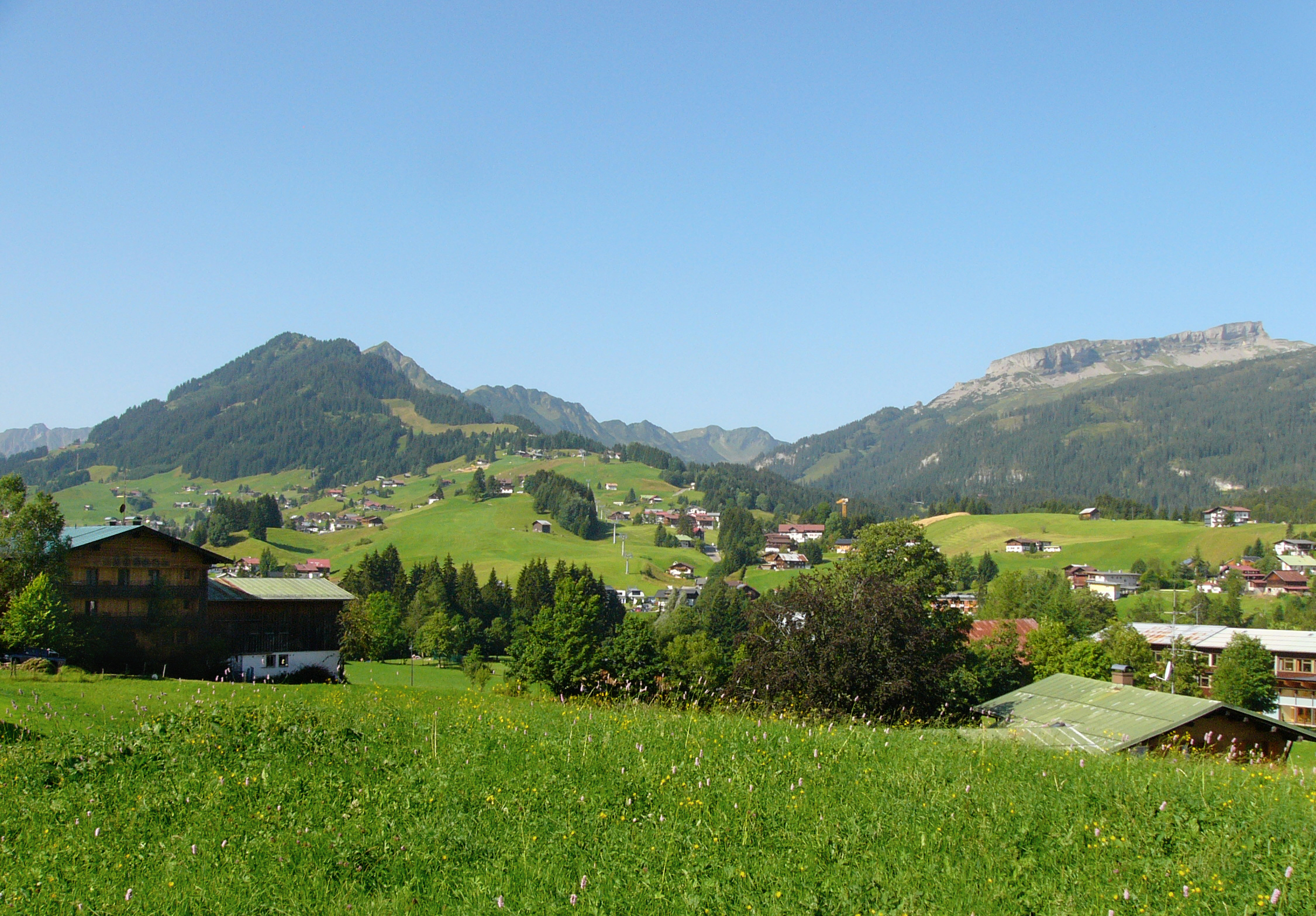
Vista sulla valle di alta montagna Kleinwalsertal (a destra: la montagna Hoher Ifen).

Le tre località Mittelberg (1215 m), Hirschegg (1122 m) e Riezlern (1089 m) rientrano in un unico comune. Il nome ufficiale di questa comunità è Mittelberg, anche se è meglio nota come "Kleinwalsertal".
Oggi (14 aprile 2021) circa 6.500 abitanti vivono nella Kleinwalsertal.
La Kleinwalsertal si estende su una superficie di 97 km². È lunga circa 15 km e larga circa 6,5 km. L'altitudine media è di 1100 m e termina nel villaggio di Baad.
Poiché la Kleinwalsertal è una valle senza uscita e può essere raggiunta solamente dalla Germania, ha avuto per molto tempo lo status speciale di Zollanschlussgebiet (zona di esclusione doganale). Per questo motivo, l'amministrazione del Vorarlberg voleva costruire un tunnel verso Sankt Anton e Lech al fine di collegare la valle con l'Austria. In realtà, per proteggere la flora e la fauna locale, si decise di abbandonare il progetto. Si temevano inoltre svantaggi economici e un incremento deleterio del traffico verso il Vorarlberg.

## Storia
La più antica menzione documentaria della zona della Kleinwalsertal risale al 1059. La valle fu colonizzata intorno al 1270 dai Walser, un gruppo etnico che migrò dall'Alto Vallese (Svizzera). Il dialetto è sopravvissuto e si differenzia notevolmente dai suoi vicini del Vorarlberg e dell'Algovia. Nel 1451 il duca Sigismondo d'Austria conquistò con la forza delle armi la Kleinwalsertal, che dal 1453 appartenne all'Austria con poche interruzioni. I Walser ebbero una giurisdizione libera e libertà speciali dal 1397 al 1807. La battuta d'arresto economica dovuta al blocco tariffario protettivo tedesco del 1878 venne compensata dal trattato di annessione tariffaria del 1 maggio 1891, in seguito al quale s'instaurò una dipendenza economica della valle dalla Germania. La Kleinwalsertal diventava così a tutti gli effetti un'enclave geograficamente condizionata, pur lasciando inalterati i diritti ai sovrani austriaci.
Dal 1938 al 1945, a seguito dell'Anschluss, la Kleinwalsertal fece parte della Germania.
Dal 1891 fino all'ingresso dell'Austria nell'Unione europea la Kleinwalsertal ha avuto uno stato doganale particolare, infatti, pur appartenendo all'Austria, faceva parte della zona doganale tedesca. Questo ha influenzato i prezzi di benzina, tabacchi e bevande alcoliche, legati ai prezzi tedeschi. Fino al 2002 nella Kleinwalsertal fu usato il marco tedesco grazie ad un trattato tra Austria e Germania. Dopo quella data è entrato in vigore l'euro.
La Kleinwalsertal ha due codici postali, uno austriaco e uno tedesco.
| Austria: 6991 Riezlern 6992 Hirschegg 6993 Mittelberg | Germania: 87567 Riezlern 87568 Hirschegg 87569 Mittelberg |

## Economia
Nel corso dei secoli l'agricoltura è sempre stata un importante settore economico, mentre in tempi più recenti ha giocato solo un ruolo marginale. Gli efficienti collegamenti di trasporto verso nord hanno invece contribuito a rafforzare il turismo. Anche se la valle ha perso il suo status economico speciale nel 1995, alcuni di questi elementi sono ancora visibili. Il livello dei prezzi dei combustibili è simile a quello della Germania.

### Turismo

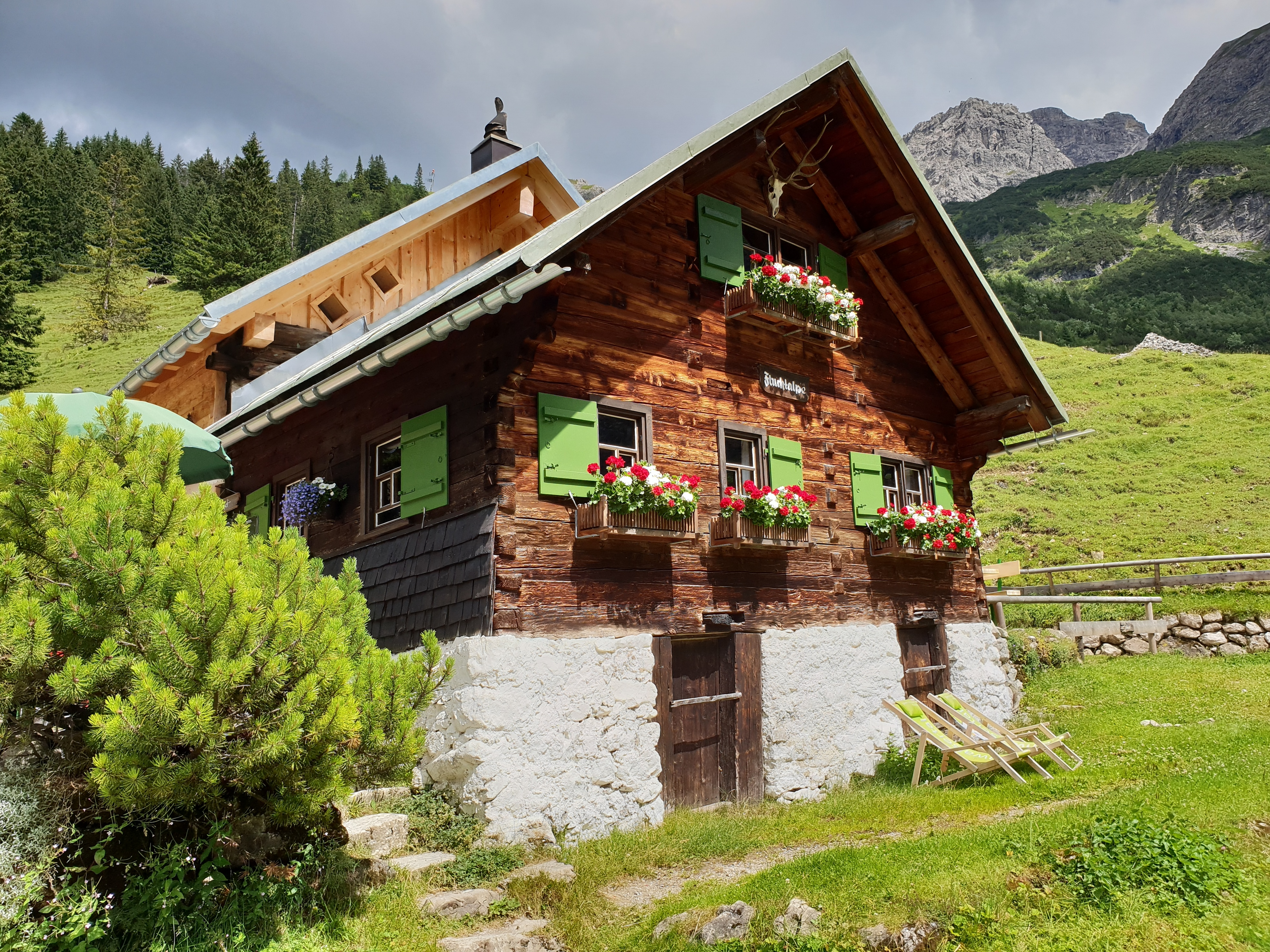
tipica baita alpina nella Kleinwalsertal

Fino all'avvento del turismo la valle viveva principalmente di agricoltura. Nel 1960 il numero di pernottamenti raggiunse per la prima volta il milione di presenze. Ora la Kleinwalsertal vive principalmente di turismo. La zona è una destinazione popolare sia in inverno che in estate, principalmente per visitatori provenienti dalla Germania e dai Paesi Bassi. Anche se il comprensorio sciistico non è particolarmente grande, ci sono molte opzioni di discesa. Grazie alla grande quantità di neve presente, la valle resta dunque una destinazione sciistica molto frequentata. In estate è una piacevole zona di escursioni dato che le montagne sono facilmente accessibili dai vari paesi. Si trovano rifugi e ci sono tre vie d’arrampicata (Klettersteig).

#### Kleinwalsertal in estate

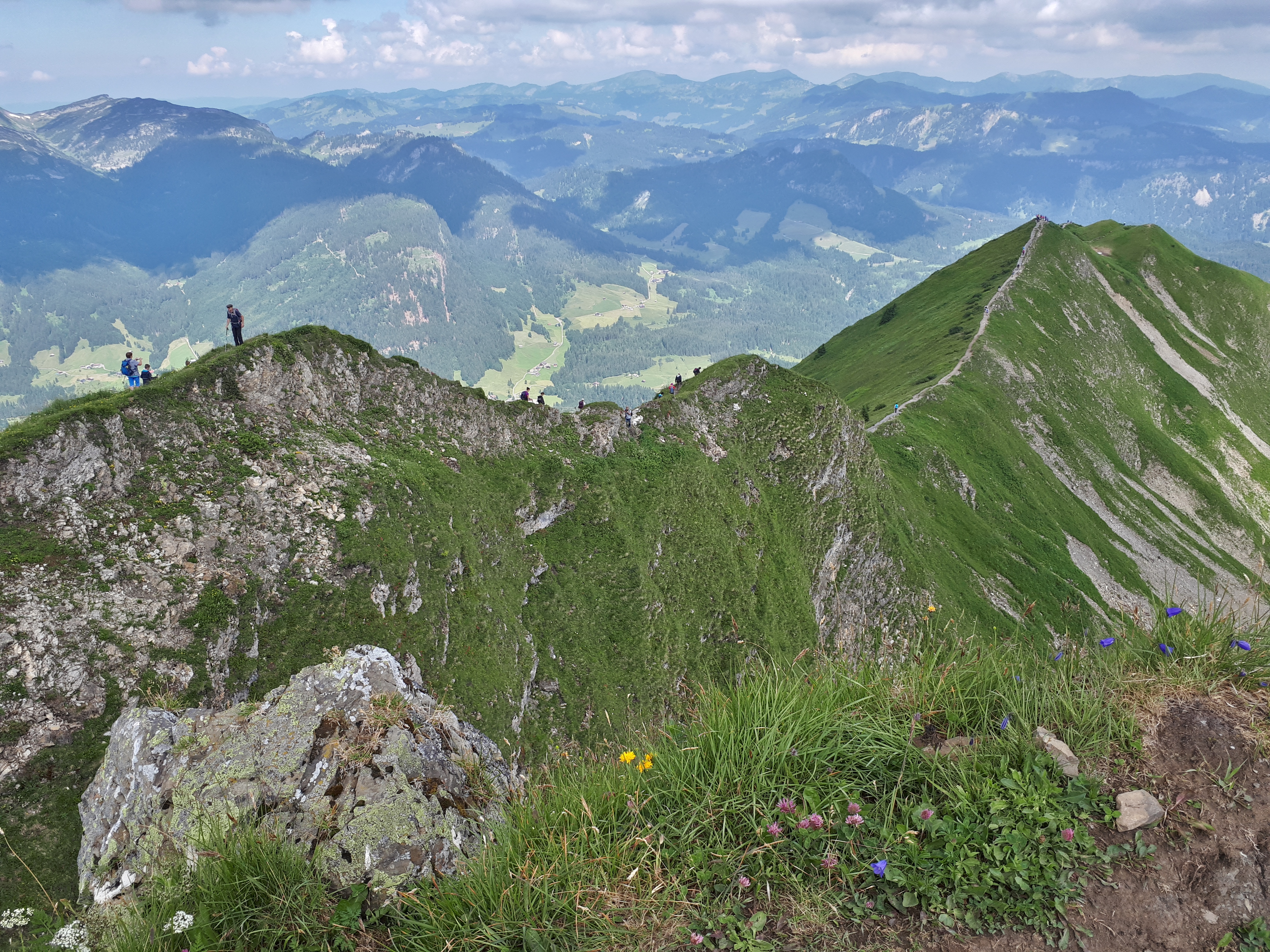
Il sentiero Kammweg in cima alla montagna Kanzelwand.

In estate, gli ospiti vengono di solito a fare escursioni e passeggiate in montagna. I sentieri escursionistici si estendono su tre altitudini tra 1.086 e 2.536 m. e compongono una rete di 185 km di sentieri naturali segnalati. Sono affiancati da 40 baite, alpeggi e rifugi. Kleinwalsertal è anche il punto di partenza o la destinazione del Grande Sentiero Walser da Zermatt a Kleinwalsertal. Durante l’estate a Oberstdorf sono aperti 8 impianti di risalita.
La Kleinwalsertal è anche sede di gare di trail running e campi di allenamento.
Le escursioni ciclistiche hanno acquisito sempre più importanza. I percorsi sono numerosi. Le piste ciclabili sono state tracciate dal comune lungo punti panoramici o percorsi storici. Tipico della Kleinwalsertal è il percorso del "piccolo traffico di confine" attraverso il confine tedesco-austriaco.

Ci sono anche popolari percorsi per l’arrampicata. Nel 2007, la scuola di montagna Kleinwalsertal ha costruito il 2-Länder-Sportklettersteig (C-D), piuttosto impegnativo, e il Walsersteig, il percorso avventura per principianti (B), sulla parete Kanzelwand.

Paesaggio presso il comune Riezlern nella Keinwalsertal.

#### Kleinwalsertal in inverno

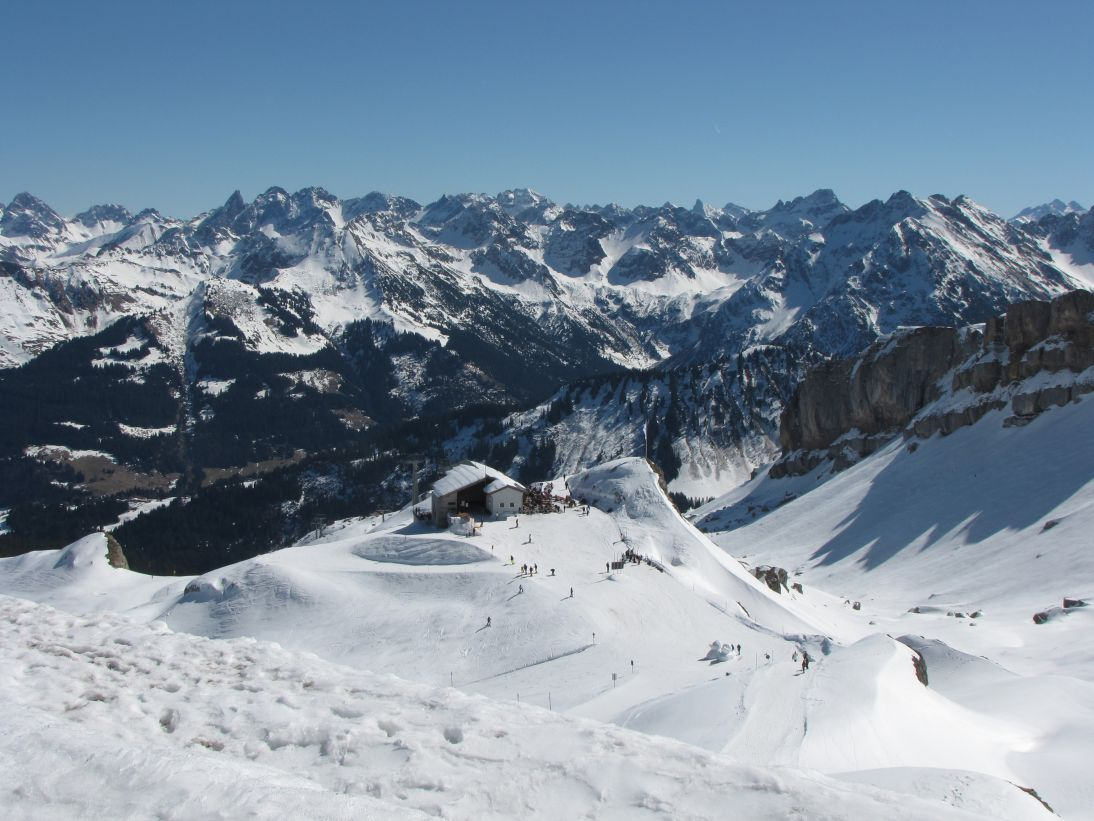
In cima alla montagna Hofer Ifen d'inverno.

La grande importanza del turismo si riflette anche nell'infrastruttura degli sport invernali. Incorporato nelle montagne sciistiche Kanzelwand/Fellhorn, Ifen, Walmendingerhorn e Heuberg, il comprensorio sciistico Kleinwalsertal si estende su tutta la valle con oltre 100 chilometri di piste. In totale, l'area sciistica transfrontaliera Kleinwalsertal-Oberstdorf offre più di 130 km di piste di tutti i livelli di difficoltà con 48 impianti di risalita (7 cabinovie, 9 seggiovie e 15 T-bar sci lift).
Lo sci di fondo è possibile sulla pista Schwendeloipe lunga 12 km, la pista Küren-Wäldele-Egg, 14 km, e la pista Steinbockloipe, 14,6 km, ad altitudini di 1044 e 1290 m sul livello del mare.
Più di 50 km di sentieri per escursioni invernali completano il quadro degli sport invernali della Kleinwalsertal.

### Zona di esclusione doganale
Dal 1891 la Kleinwalsertal è una zona di esclusione doganale e quindi un territorio economico tedesco (il trattato è stato ripristinato dopo la Prima guerra mondiale, come nel 1945 tra la Repubblica d'Austria e la Repubblica federale tedesca). Questo permise alla popolazione Walser di commerciare senza dazi con le vicine regioni bavaresi e facilitò notevolmente lo scambio di merci, perché significava che il commercio senza dazi non era più legato esclusivamente ai tratti a piedi attraverso montagne e passi. Dopo l'adesione dell'Austria all'Unione Europea nel 1995 lo status speciale della Kleinwalsertal ha perso la sua importanza, poiché l'Austria e la Germania ora appartengono allo stesso spazio economico.
Questo è il motivo per cui oggi i villaggi della Kleinwalssertal hanno due codici postali.